# Уильям Виндзор (козёл)
Уи́льям Ви́ндзор или Би́лли — кашмирский козёл, маскот и младший капрал 1-го пехотного батальона Королевских валлийцев Британской армии. Традиционно, с 1844 года, кашмирские козлы под именем Уильям Виндзор представляются подразделению британским монархом и зачисляются в королевские уэльские фузилёры.
Наиболее известный из Уильямов Виндзоров служил младшим капралом с 2001 по 2009 год, за исключением трёхмесячного периода, когда в 2006 году был понижен в должности до стрелка-фузилёра за «неподобающее поведение» во время официальных торжеств по случаю празднования Дня рождения Королевы на Кипре. В мае 2009 года вышел в отставку и был поселён в Уипснейдском зоопарке.

## История традиции
Начало традиции принимать на военную службу козлов было положено в 1775 году, когда дикий козёл забрёл на поле боя под Бостоном во время Войны за независимость США и, согласно легенде, повёл знаменосца и прочих англичан за собой. Козёл вёл за собой валлийцев до конца битвы при Банкер-Хилле. Другой маскот валлийцев, Тэффи IV, служил во время Первой мировой войны. Тэффи был причислен ко второму батальону Королевских валлийцев и официально значился как «полковой козёл» (англ. the regimental goat). Он был отправлен на войну 13 августа 1914 года и воочию видел Великое отступление, Первую битву при Ипре (включая сражение у деревни Гелювельт),  и битву при Живанши. Тэффи умер 20 января 1915 года и был посмертно награждён Звездой 1914-го года, Британской военной медалью и Медалью Победы.
Практика зачисления козлов в подразделения королевских валлийцев является давней традицией — с 1844 года британский монарх непрерывно зачисляет в полк королевских валлийцев кашмирских козлов из своего королевского стада. Стадо королевских козлов ведёт свою историю от подарка, преподнесённого персидским шахом Мохаммед-шах Каджаром королеве Виктории в 1837 году при её восшествии на трон.
Стадо прекрасно себя чувствовало на пастбищах около курорта Лландидно, и в 2001 году его поголовье достигло 250 особей, что даже привело к нехватке провизии на пастбище. Последовали жалобы о набегах козлов на сады местных жителей, однако местный совет отверг предложение о забое части стада и решил часть козлов переселить и в дальнейшем контролировать их численность.

## Карьера
Уильям Виндзор является отпрыском королевского стада кашмирских козлов, однако был взят на службу не из самого королевского стада, а был рождён в Уипснейдском зоопарке. Он был представлен подразделению королевских уэльских фузилёров лично королевой Елизаветой II в 2001 году.
По утверждению Би-би-си, Билли является не маскотом, a полноправным военнослужащим полка и даже имеет армейский номер 25232301. С момента зачисления в подразделение в 2001 году Уильям Виндзор служил за границей и принимал участие в парадах. Его основной обязанностью являлось выступать впереди батальона на всех церемониальных событиях. Козёл присутствовал на всех парадах, в которых участвует полк. Постоянным погонщиком Билли являлся младший капрал Райан Артур, который именуется «Козлиным майором».

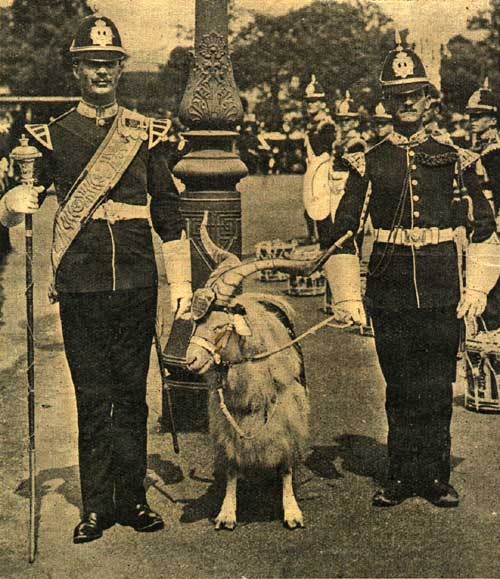
Ещё один козёл полка: Тэффи IV, 2-й батальон полка королевских валлийцев. Принимал участие в военных действиях во Франции во время Первой мировой войны

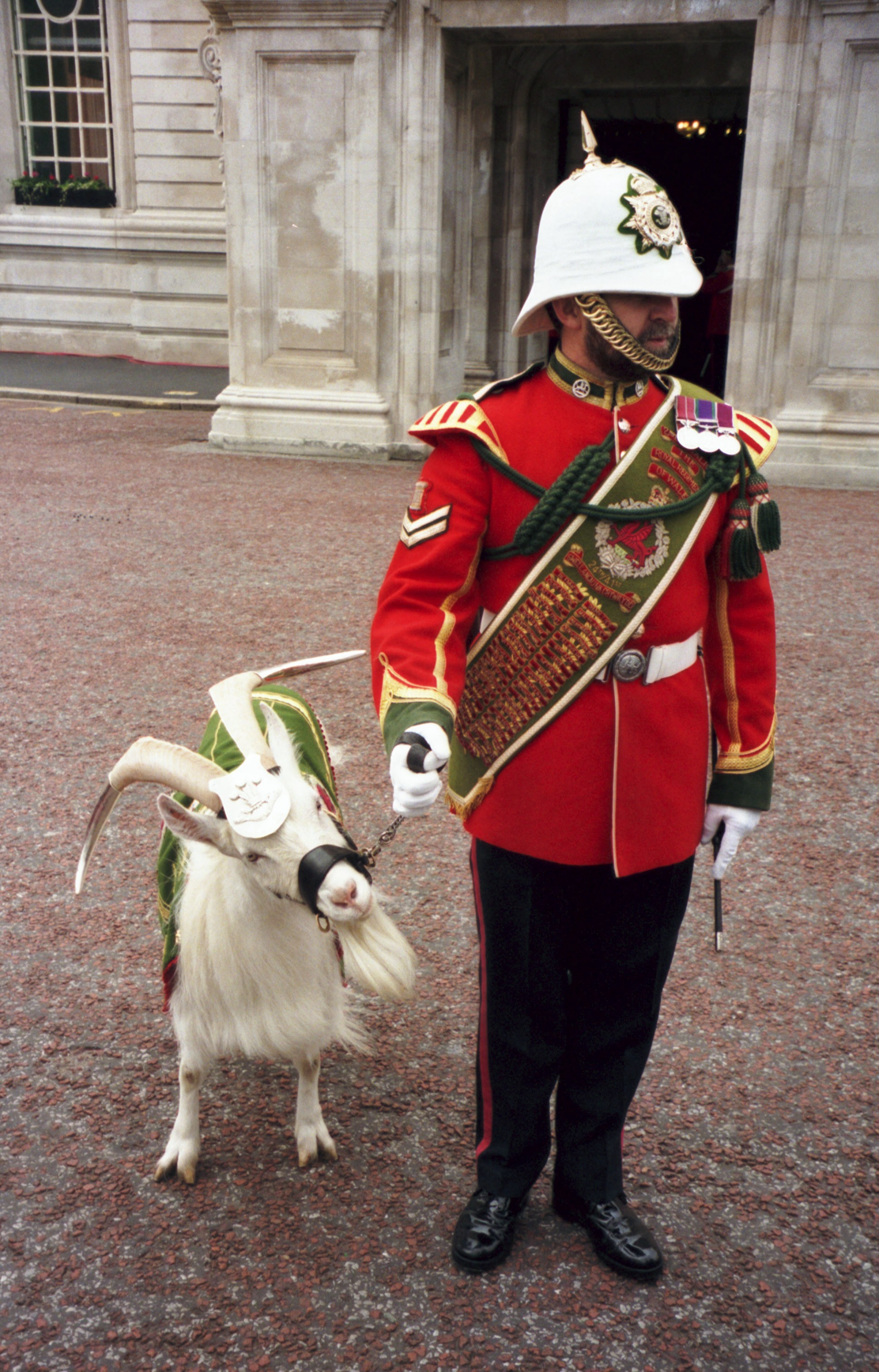
Предшественник Уильяма Виндзора, май 1999 года, Кардифф, Уэльс

### Временное понижение в должности
16 июня 2006 года в кипрском городе Эпископи проходил парад в честь празднования 80-летия королевы Елизаветы II. На параде присутствовали послы Испании, Нидерландов и Швеции, а также аргентинский командующий Миротворческими силами ООН на Кипре.
Развёртывание на Кипре первого батальона было первой зарубежной командировкой Билли. Он отказался подчиниться приказу идти в ногу и попытался боднуть барабанщика. Козлиный майор, 22-летний младший капрал Дай Дэвис из Южного Уэльса, оказался не в состоянии удержать его под контролем.
Билли был обвинён в «неподобающем поведении», «нарушении строя» и «неповиновении прямому приказу» и был приведён к своему старшему командиру подполковнику Хаву Джеймсу. Последовали дисциплинарные слушания, и Уильям Виндзор был разжалован в фузилёры. Такое понижение в звании означало, что другие фузилёры больше не были обязаны становиться по стойке смирно, когда младший капрал Уильям Виндзор проходил мимо, разжалованный также был лишён права посещать и питаться в офицерском клубе.
Канадская группа защитников животных заявила протест Британской армии, потребовав, чтобы Билли не понижали в должности, а дали испытательный срок, во время которого он был бы «и. о. козла». Три месяца спустя, 20 сентября на том же плацу Билли вернул себе звание примерным поведением во время празднования победы над русскими войсками в сражении на Альме в 1854 году во время Крымской войны. Капитан Саймон Кларк заявил: «Билли вёл себя исключительно хорошо, у него было целое лето, чтобы подумать над своим поведением на дне рождения Королевы, и он, безусловно, заслужил своё звание».
Билли не является единственным козлом в армии, с которым были проблемы. Однажды королевский козёл был «развращён» при самовольном использования майором в племенных целях: скрещивании с козой другой породы. Сначала «козлиный майор» был обвинён в оскорблении величества, однако потом обвинение переквалифицировали в «неуважение к офицеру», и майора понизили в звании. Козлиный майор заявил, что проявил сострадание к козлу, однако это заявление не произвело впечатления на суд. Другой королевский козёл-фузилёр получил прозвище «мятежник», после того как боднул полковника, который нагнулся поправить штрипку на форменных брюках. Инцидент был квалифицирован как «позорный акт неповиновения».

### Отставка
20 мая 2009 года, после восьми лет службы, Билли был отправлен в отставку по возрасту. Солдаты из его батальона выстроились в линию на его пути к трейлеру, и Уильям Виндзор покинул расположение полка, одетый последний раз в церемониальную форму, которая включает серебряный головной убор, подаренный королевой в 1955 году. Его сослуживцы, выстроившись с обеих сторон, аплодировали, прощаясь со своим товарищем. Билли был доставлен в Уипснейдский зоопарк в Бедфордшире, где смотрители обещают ему лёгкую жизнь на детской ферме.

### Преемник
15 июня 2009 года тридцать военнослужащих 1-го батальона отправились в Лландидно с целью поймать подходящего козла. Команда во главе с подполковником Ником Локком включала «козлиного майора» и нескольких ветеринаров. По словам подполковника, Уильям Виндзор больше, чем просто маскот. «Он член батальона, и в давние времена, когда численность батальона была тысяча человек, это было 999 плюс козёл», — сказал Ник Локк. Армейский пресс-секретарь Гэвин О’Коннор сказал: «Мы ищем козла, который способен сохранять спокойствие под давлением и является командным игроком».
С определёнными трудностями был отобран пятимесячный молодой козёл, которому присвоили армейский номер 25142301, составленный из номера части (2514), 23 — от 23-го пехотного полка (оригинальное название Королевских валлийских стрелков), и 01, обозначающее 1-й батальон. Новый козёл также был назван Уильямом Виндзором и начал свою службу в звании стрелка-фузилёра. Он будет получать по две сигареты в день (их он съедает), но пока из-за юного возраста пиво «Гиннесс» ему выдаваться не будет.

## Галерея

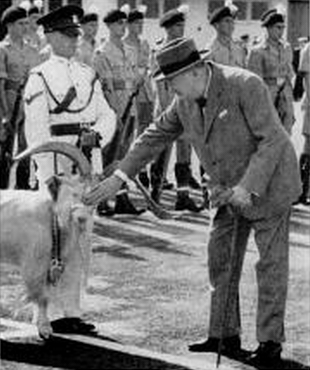
Уинстон Черчилль гладит Билли в аэропорту Ямайки. Декабрь 1953 года
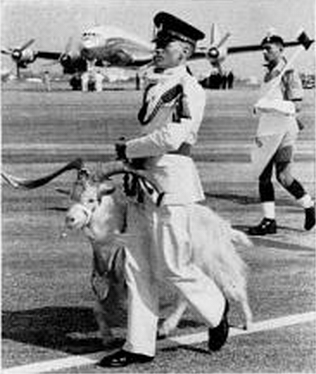
Билли марширует под музыку. аэропорт Ямайки. Декабрь 1953 года
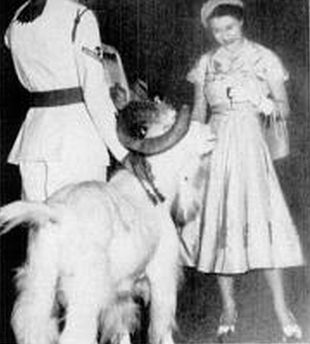
Молодая королева Елизавета II угощает Билли сигаретами. Ямайка. Декабрь 1953 года